# Redbergsplatsen

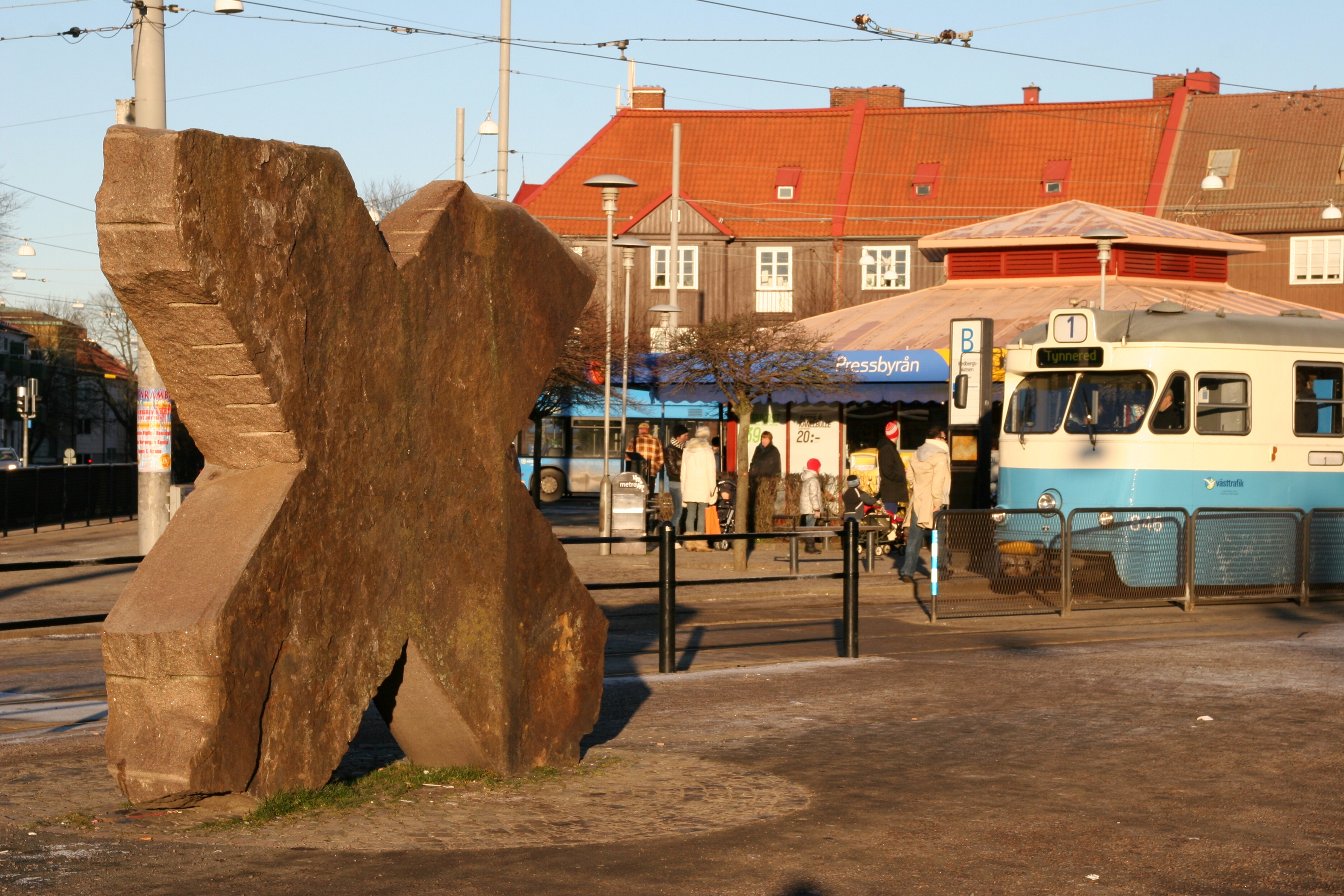
Skulpturen Klippdocka i granit på Redbergsplatsen av konstnären Leo Pettersson. Utplacerad 1995. Den ursprungliga huvudentrén till Östra kyrkogården låg precis här, men revs 1927 då spårvägen skulle dras fram.

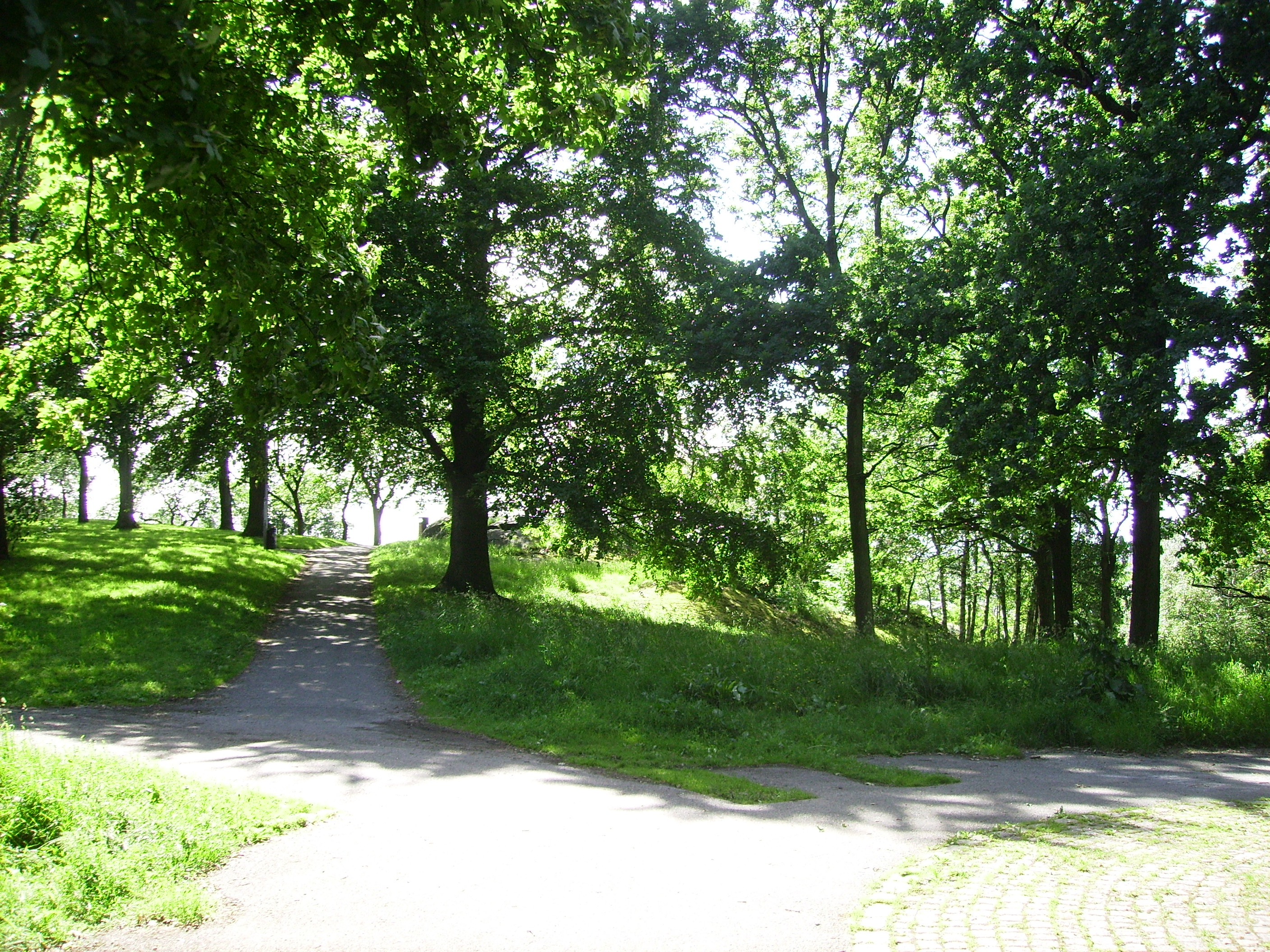
Redbergsparken

Redbergsplatsen, äldre namn Korsvägen, är en plats i Göteborg och en knutpunkt för Göteborgs kollektivtrafik. Redbergsplatsen ligger i stadsdelen Bagaregården och fick sitt namn 1883. Bebyggelsen kring Redbergsplatsen består främst av landshövdingehus. Längs hela platsens sydöstra sida sträcker sig Östra kyrkogården.

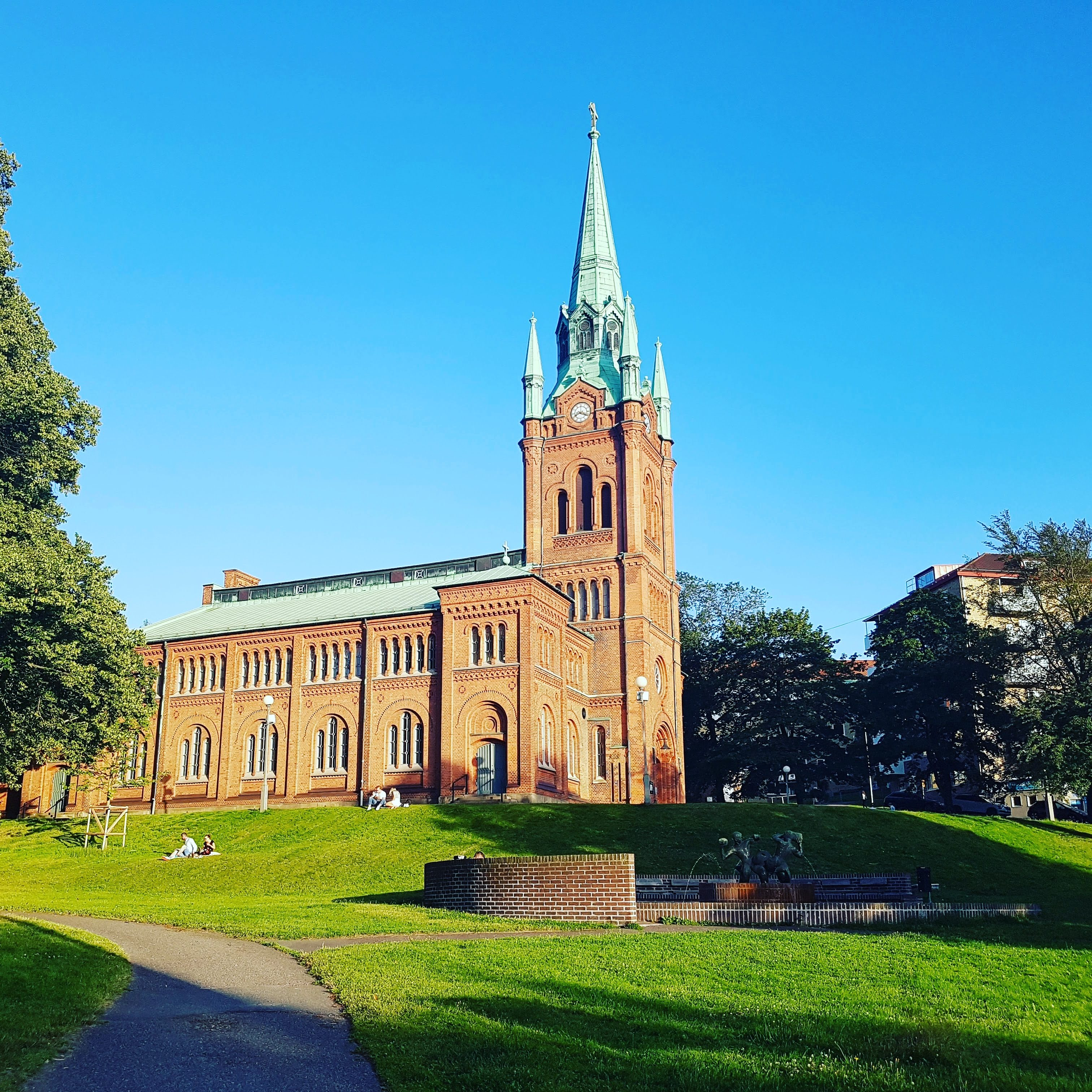
St: Pauli kyrka i Redbergsplatsen

År 1873 sattes en allmän vattenpump upp på Redbergsplatsen, där vatten från Delsjön kunde avnjutas.
I Redbergslids Folkpark på Redberget, strax norr om Redbergsplatsen, restes 1886 en paviljong med en scen där artister kunde uppträda. Paviljongen revs 1936. På 1600-talet förekom även namnet Notenådsås på Redberget.
I slutet av 1956 påbörjades arbetet med att bredda Härlandavägens norra sida, från Redbergsplatsen och längs hela den krök som Härlandavägen gjorde runt hörnet på Östra kyrkogården. Spårvägen fick utrymmet närmast kyrkogårdsmuren för sig själva, och en dubbelfilig väg på 9 meter skapade vid sidan om. I hörnet av Ånäsvägen och Örngatan uppfördes en bensinstation. För gatubreddningen kapade man en bit av parken vid Redbergslids bibliotek. Arbetet blev klart under sommaren 1957.
Fram till sommaren 1968, då Redbergsplatsen byggdes om på nytt, fanns här en vändslinga för spårvägen.
Kvarteret Renen är landshövdingehusen mellan Örngatan och Ånäsvägen längs platsens nordvästra del. Ett allmännyttigt bostadsföretag ville riva kvarteret på 1970-talet, men efter omfattande protester, såldes husen och renoverades istället på 1980-talet.

## Bevarandeprogram
Redbergsplatsen ingår i:
- Kommunens bevaringsprogram 1975: bebyggelsen väster om Stockholmsgatan
- Värdefulla miljöer 1985: bebyggelsen väster om Stockholmsgatan samt kvarteret 14 Hökensås
- Skydd enligt Naturresurslagen 2 kapitlet Riksintresse: hela området

## Apoteket Korpen
Samtidigt som det år 1925 beslutades att Gamlestaden skulle få ett eget apotek, Måsen, skulle även det år 1890 etablerade apoteket Korpen flyttas från Olskrokstorget till mer ändamålsenliga lokaler vid Redbergsplatsen. Från den 1 april 1926 disponerades en tomt i hörnet av Ånäsvägen–Lilla Redbergsvägen (nu Örngatan). Det nya apoteket uppfördes i landshövdingehus-stil i tre våningar efter ritningar av länsarkitekt Allan Berglund och byggmästare var ingenjör Nils Karlsson. Apoteket disponerade hela botten- och källarvåningen. Själva apotekslokalen hade en golvyta på cirka 70 kvadratmeter. Dessutom rymde bottenvåningen laboratorium, preparat-, dekokt- nattvaktsrum och kontor. I källaren fanns pannrum, skölj- och tvättrum med mera. Man hade oljeeldade pannor, ismaskiner och dylikt. De två övre våningarna innehöll fyra bostadslägenheter, två med 7 rum och kök och två med 4 rum och kök. Apotekaren disponerade en, och en läkare respektive en tandläkare ytterligare två.

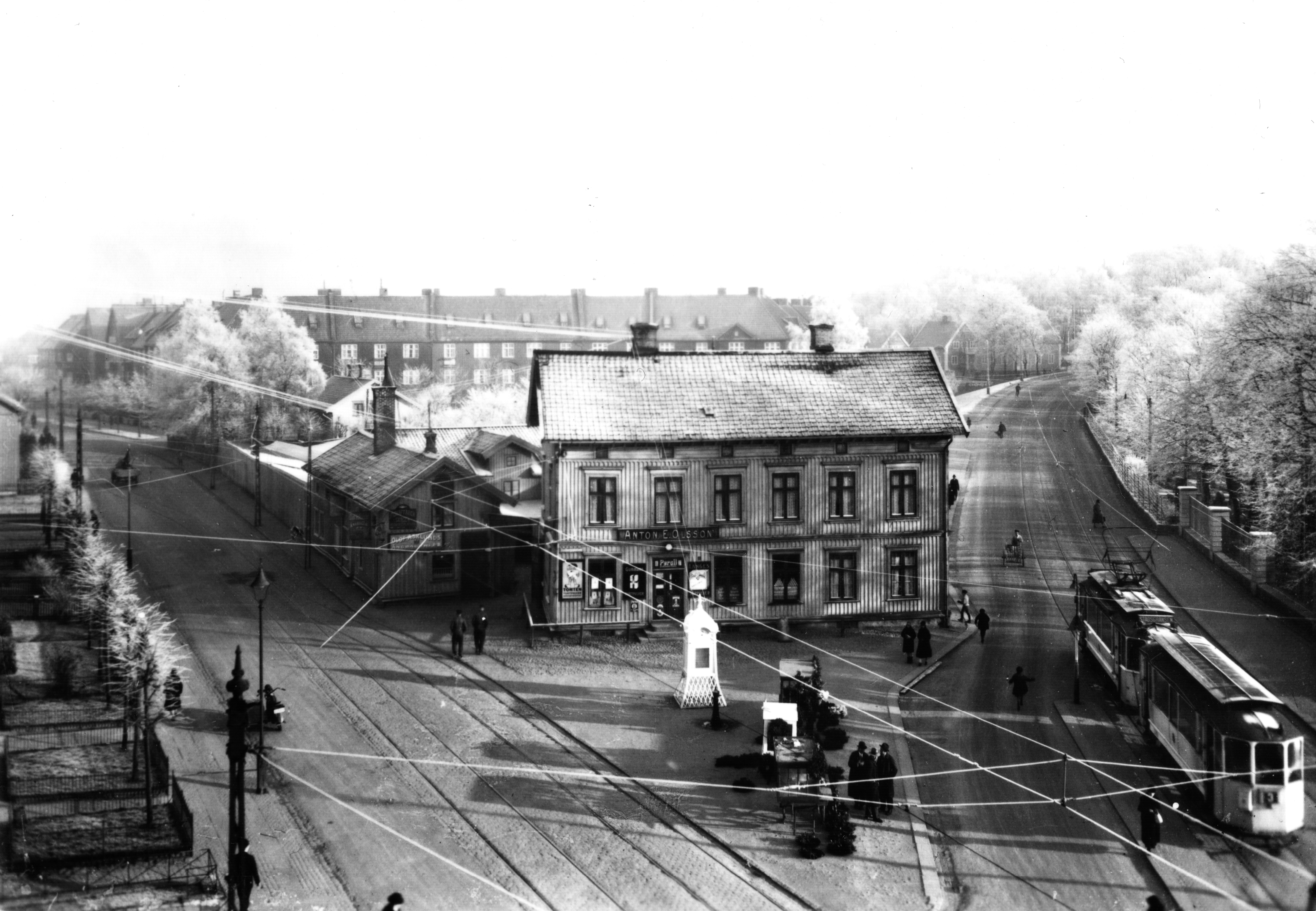
Redbergsplatsen 1931.

Byggkostnader och inredning uppgick till cirka 200 000 kronor. Den första apotekaren var John Fredrik Karlsson, och apoteket startade sin verksamhet i mars 1927. Lokalen beskrivs i Göteborgs Handels- och Sjöfartstidning: "Expeditionslokalen är stor och vacker med kalkade väggar i terracottaton och disk, hyllor och övrig möbelredning i valnöt. Disken är försedd med marmorskiva och runt väggarna löper en marmorsockel. Man har tre recepturer med plats för två personer vid varje. Bland nyare anordningar märkes en hiss ned till förråden i källaren. Innanför expeditionslokalen ligga närmast preparat- och dekoktrum. I det senares utrustning ingår ett Elektrolux kylskåp för förvaring av färdiga medikamenter. Längre in ligger analysrum, ett större rum för vegetabilier, laboratorium och ett särskilt rum för förbandsartiklar. Laboratoriet är synnerligen modernt ordnat. I stället för de gamla inmurade ångpannorna, vilkas eldning alltid medförde besvärligheter, har man en självreglerande Askaniaångpanna med gaseldning. I laboratoriet står vidare som vanligt i ett apotek cisterner och stjälpbara ångkittlar, uppställda i en rad. Ångkittlarnas innehåll skall omröras av ett elektriskt rörverk, som drives av en motor. I laboratoriet har man liksom i alla lokalerna varmt och kallt vatten."
Apotekare Karlsson hade drivit ”Korpen” i två år, och kom före det från Korehogens apotek, där han även bedrev tryckeriverksamhet. Hans tryckeri flyttades nu till Korpens källare för fortsatt produktion av apotekets trycksaker, men även som extern affärsrörelse. Han var också en entusiastisk radioamatör, och på vinden hade han en för tiden modern, kortvågig sändare på cirka 100 watt. Som mottagare fungerade en superautodyn, konstruerad av ingenjör Thorsten Elmquist. 